# Хинкельман, Абрахам
Абрахам Хинкельман (нем. Abraham Hinckelmann (Hinkelmann); 2 мая 1652, Дёбельн — 11 февраля 1695, Гамбург) — немецкий протестантский богослов, востоковед.

## Биография
С 1664 года учился в школе во Фрайберге, с 1668 года — в университете Виттенберга.
В 1672 году стал директором школы в Гарделегене, в 1675 году — в Любеке.
В 1685 году начал служить диаконом в соборе Св. Николая в Гамбурге.
В 1687 году стал доктором теологии Кильского университета.
В 1689 году принял приглашение стать главным пастором собора Св. Екатерины в Гамбурге.
Известен своим изданием арабского текста Корана с предисловием на латинском языке.

## Труды
- Testamentum et pactiones inter Muhammedem et christianae fidei cultores. — Hamburg, 1690.
- Al-Coranus sive Lex Islamitica Muhammedis, Filii Abdallae, Pseudoprophetae, ad optimorum Codd. — Hamburg, 1694.